# Kateřina Svitková
Kateřina Svitková, née le 20 mars 1996, est une joueuse de football internationale tchèque évoluant au poste d'attaquant au Slavia Prague .

## Biographie
Le 20 août 2014, elle inscrit un triplé contre l'Estonie, lors d'un match comptant pour les éliminatoires du mondial 2015.
- 188 buts en 177 matchs pour le slavia en championnat

## Palmarès
- Championne de Tchéquie en 2015 et 2016 avec le Slavia Prague
- Vainqueur de la Coupe de Tchéquie en 2016 avec le Slavia Prague
- Finaliste de la Coupe de Tchéquie en 2015 avec le Slavia Prague
- Championne d'Angleterre en 2023 avec Chelsea